# Modertrans Poznań
Modertrans Poznań – spółka-córka Miejskiego Przedsiębiorstwa Komunikacyjnego w Poznaniu zajmująca się produkcją, modernizacją, projektowaniem, regeneracją oraz serwisem pojazdów szynowych i autobusów. Została utworzona 31 grudnia 2005 z połączenia Zakładu Napraw Autobusów w Biskupicach i Wydziału Napraw Tramwajów MPK Poznań. Udziałowcami przedsiębiorstwa są MPK Poznań (75% udziałów) i Miasto Poznań (25% udziałów).

## Historia

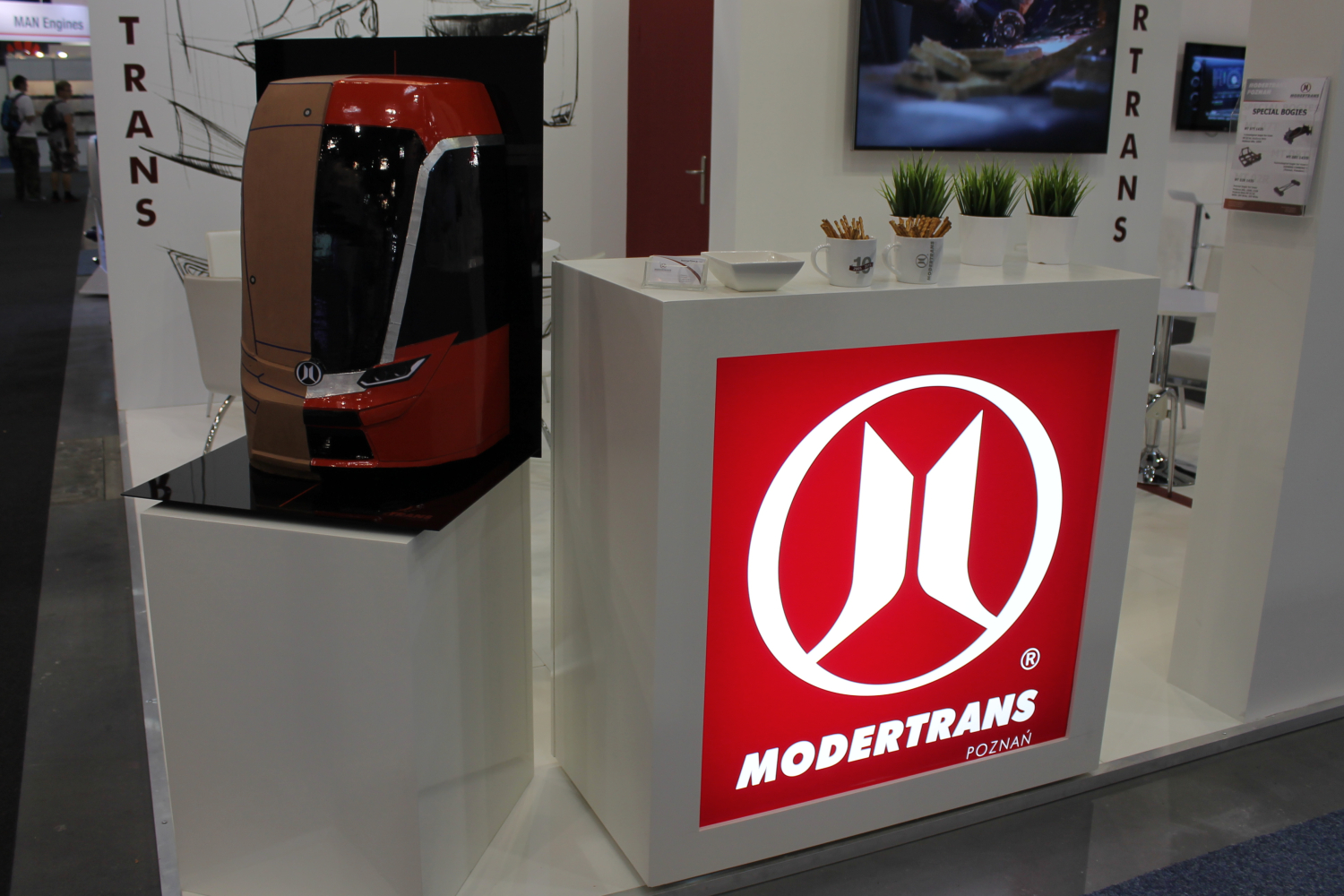
Stoisko Modertransu na targach Trako 2015

W 1988 w strukturach MPK Poznań utworzono Zakład Napraw Autobusów, a w 1998 Zakład Napraw Autobusów Sp. z o.o. w Biskupicach, który przeprowadzał naprawy główne autobusów z Poznania, jak również z innych miast.
31 grudnia 2005 z Zakładu Napraw Autobusów w Biskupicach i Wydziału Napraw Tramwajów MPK Poznań utworzono spółkę Modertrans Poznań sp. z o.o. Wysokość kapitału zakładowego spółki w dniu powołania wynosiła 18.813.000 zł i była podzielona na tysiączłotowe udziały, które przejęły: ZNA Sp. z o.o. – 24,1% i MPK Poznań – 75,9%. 1 stycznia 2006 do nowej spółki przeniesiono 134 pracowników z MPK i 75 z ZNA. Pierwszym prezesem zarządu został Andrzej Bręczewski.
W 2006 przedsiębiorstwo dostarczyło poznańskiemu MPK 2 wagony Moderus Alfa HF 02 DK oraz 22 wagony Moderus Alfa HF 01.
W marcu 2007 wdrożono nowe logo firmy, a w lipcu 2007 uzyskano świadectwo dopuszczenia do eksploatacji dla wózka typu MT-01H. W okresie od lipca do sierpnia 2007 miała miejsce dostawa tramwaju szkoleniowego Moderus Alfa HF 03L dla MPK Poznań. Na początku października 2007 poznański przewoźnik otrzymał skład dwóch wagonów historycznych 105N-194+193, którym przywrócono wygląd i wyposażenie z początków eksploatacji, a producent na targach Trako zdobył główną nagrodę im. inż. Ernesta Malinowskiego za najciekawszy wyrób i innowacje techniczną stosowaną w kolejnictwie. Od listopada do grudnia 2007 trwały dostawy 16 wózków MT-01H do tramwajów Protram 205WrAs eksploatowanych przez MPK Wrocław. W grudniu 2007 natomiast rozpoczęto dostawy Moderusów Alfa dla Tramwajów Śląskich.
Na początku 2008 przedsiębiorstwo rozpoczęło końcową fazę produkcji 4 tramwajów Moderus Alfa HF 04 AC dla MPK Poznań, które rozpoczęto dostarczać przewoźnikowi w sierpniu tego roku. W sierpniu 2008 rozpoczęto również budowę hali magazynowej w Oddziale Biskupice, a we wrześniu 2008 poznańskie MPK otrzymało pierwsze modele Alfa HF 07. Od 23 do 26 września 2008 miała miejsce pierwsza prezentacja firmy na targach InnoTrans w Berlinie.
W kwietniu 2009 rozpoczęto budowę nowej hali produkcyjnej oraz rozbudowę i modernizację budynku biurowo-logistycznego w Oddziale Biskupice. Pod koniec tego miesiąca dostarczono pierwszy tramwaj Moderus Beta MF 01 typu N8C dla ZKM Gdańsk oraz uruchomiono pierwszą zwrotnicę na torach technologicznych w biskupickim oddziale przedsiębiorstwa. W październiku 2009 Modertrans po raz drugi wziął udział w targach Trako.
W maju 2010 fabrykę opuścił 100. tramwaj, którym był skład Moderus Beta MF 01 dla Gdańska. 1 maja 2010 Ogród Zoologiczny w Poznaniu rozpoczął eksploatację 3 kolejek Moderino wyprodukowanych przez Modertrans.
W 2012 przedsiębiorstwo zaprezentowało swoje stoisko podczas premierowej edycji targów Dworzec Salon Lokalnego i Regionalnego Transportu Publicznego, a w 2013 po raz trzeci uczestniczyło w targach Trako.
W połowie listopada 2013 przedsiębiorstwo zakończyło przed czasem dostawy wagonów Moderus Alfa HF 11 AC dla Tramwajów Śląskich, a na początku stycznia 2014 w Elblągu rozpoczęto eksploatację dwóch z trzech zamówionych tramwajów MF 13.
11 marca 2014 i 4 września 2014 Tramwaje Szczecińskie zamówiły po jednym wagonie Moderus Beta do samodzielnego montażu, które zostały dostarczone w 2014. Drugi z tramwajów został ukończony 23 października 2014 i był 200. pojazdem produkcji Modertransu.
Na początku listopada 2014 Modertrans zaprezentował założenia projektu nowego tramwaju niskopodłogowego realizowanego wspólnie z Politechniką Poznańską. Zakładano wówczas, że pojazd powstanie do 2016, a jego budowa w blisko połowie zostanie dofinansowana ze środków Narodowego Centrum Badań i Rozwoju. 18 listopada 2016 został zaprezentowany model Gamma.
W pierwszych dniach grudnia 2014 przedsiębiorstwo podpisało umowę z Tramwajami Śląskimi na dostawę 12 dwukierunkowych tramwajów o udziale niskiej podłogi przekraczającym 20%.
W czerwcu 2017 Modertrans podpisał pierwszą umowę na dostawę jednoczłonowych tramwajów częściowo niskopodłogowych. Trzy takie pojazdy zostały zamówione przez Tramwaje Elbląskie.
16 listopada 2020 zmarł Andrzej Bręczewski będący założycielem i prezesem spółki.
W kwietniu 2021 roku Modertrans wygrał przetarg na naprawę powypadkową EZT EN76-035 spółki Koleje Wielkopolskie wchodząc tym samym na rynek napraw pojazdów kolejowych. 29 maja 2021 roku Modertrans zaprezentował nowy prototyp jednoczłonowego, w pełni niskopodłogowego tramwaju – Moderus Gamma LF 05 AC, będący pierwszym wyprodukowanym w Polsce jednoczłonowym tramwajem w pełni nisko podłogowy. W grudniu 2021 roku MPK Poznań ogłosiło przetarg na doradztwo w sprawie sprzedaży udziałów spółki Modertrans.

## Działalność
| Pojazd                            | Liczba sztuk             | Lata produkcji           | Odbiorca                     | Źródła                                    |
| Tramwaje wysokopodłogowe          | Tramwaje wysokopodłogowe | Tramwaje wysokopodłogowe | Tramwaje wysokopodłogowe     | Tramwaje wysokopodłogowe                  |
| --------------------------------- | ------------------------ | ------------------------ | ---------------------------- | ----------------------------------------- |
| Moderus Alfa HF 01                | 22                       | 2006                     | MPK Poznań                   | [ 4 ]                                     |
| Moderus Alfa HF 02 DK             | 2                        | 2006                     | MPK Poznań                   | [ 4 ]                                     |
| Moderus Alfa HF 03 L              | 2                        | 2007                     | MPK Poznań                   | [ 4 ]                                     |
| Moderus Alfa HF 04 AC             | 4                        | 2008                     | MPK Poznań                   | [ 27 ]                                    |
| Moderus Alfa HF 05                | 2                        | 2007                     | Tramwaje Śląskie             | [ 4 ]                                     |
| Moderus Alfa HF 07                | 36                       | 2008–2010                | MPK Poznań                   | [ 27 ]                                    |
| Moderus Alfa HF 09                | 2                        | 2008                     | Tramwaje Szczecińskie        | [ 27 ]                                    |
| Moderus Alfa HF 10 AC             | 12                       | 2011–2013                | Tramwaje Szczecińskie        | [ 28 ]                                    |
| Moderus Alfa HF 11 AC             | 75                       | 2012–2014                | Tramwaje Śląskie             | [ 29 ] [ 13 ] [ 30 ]                      |
| Tramwaje częściowo niskopodłogowe |                          |                          |                              |                                           |
| N8C – MF 01                       | 46                       | 2009–2012                | ZKM Gdańsk                   | [ 31 ] [ 32 ] [ 33 ]                      |
| Moderus Beta MF 02 AC             | 24                       | 2011–2015                | MPK Poznań                   | [ 34 ] [ 35 ]                             |
| RT6 – MF 06 AC                    | 16                       | 2011–2021                | MPK Poznań                   | [ 36 ] [ 37 ] [ 38 ] [ 39 ] [ 40 ] [ 41 ] |
| Moderus Beta MF 09 AC             | 5                        | od 2017                  | Tramwaje Elbląskie           | [ 22 ] [ 42 ] [ 43 ]                      |
| 114Na – MF 12                     | 2                        | 2012–2017                | ZKM Gdańsk/GAiT              | [ 44 ] [ 45 ] [ 46 ] [ 47 ]               |
| M8C – MF 13                       | 2                        | 2013                     | Tramwaje Elbląskie           | [ 48 ] [ 14 ]                             |
| M8C – MF 14 AC BD                 | 1                        | 2015                     | Tramwaje Elbląskie           | [ 49 ] [ 50 ] [ 33 ]                      |
| Moderus Beta MF 15 AC             | 2                        | 2014                     | Tramwaje Szczecińskie        | [ 17 ] [ 18 ]                             |
| Moderus Beta MF 16 AC BD          | 12                       | 2015                     | Tramwaje Śląskie             | [ 51 ] [ 52 ] [ 53 ]                      |
| 205WrAs                           | 26                       | 2020                     | MPK Wrocław                  | [ 54 ]                                    |
| N8C – MF 18                       | 16                       | 2015                     | ZKM Gdańsk                   | [ 55 ] [ 56 ] [ 57 ] [ 33 ]               |
| Moderus Beta MF 19 AC             | 22                       | 2015–2017                | MPK Wrocław                  | [ 58 ] [ 59 ] [ 60 ]                      |
| Moderus Beta MF 20 AC             | 20                       | 2016–2017                | MPK Poznań                   | [ 61 ] [ 62 ]                             |
| Moderus Beta MF 22 AC BD          | 10                       | 2016–2017                | MPK Poznań                   | [ 61 ] [ 63 ]                             |
| Moderus Beta MF 24 AC             | 40                       | 2017–2019                | MPK Wrocław                  | [ 64 ] [ 65 ] [ 60 ] [ 66 ]               |
| Moderus Beta MF 29 AC BD          | 6                        | 2020–2023                | Tramwaje Szczecińskie        | [ 67 ] [ 68 ]                             |
| Moderus Beta MF 10 AC             | 13                       | 2018–2020                | Tramwaje Śląskie             | [ 69 ] [ 70 ]                             |
| Moderus Beta MF 11 AC BD          | 2                        | 2018–2020                | Tramwaje Śląskie             | [ 69 ] [ 70 ]                             |
| Tramwaje niskopodłogowe           |                          |                          |                              |                                           |
| Moderus Gamma LF 01 AC            | 1                        | 2016                     | prototyp                     | [ 20 ] [ 71 ]                             |
| Moderus Gamma LF 02 AC            | 30                       | 2017–2019                | MPK Poznań                   | [ 72 ] [ 73 ] [ 74 ]                      |
| Moderus Gamma LF 03 AC BD         | 20                       | 2017–2019                | MPK Poznań                   | [ 72 ] [ 75 ]                             |
| Moderus Gamma LF 05 AC            | 1                        | 2021                     | prototyp                     | [ 25 ]                                    |
| Moderus Gamma LF 06 AC            | 30                       | 2020–2023                | MPK Łódź                     | [ 76 ] [ 77 ] [ 78 ]                      |
| Moderus Gamma LF 07 AC            | 29 z 46                  | od 2020                  | MPK Wrocław                  | [ 79 ] [ 80 ]                             |
| Tramwaje zabytkowe i historyczne  |                          |                          |                              |                                           |
| 105N                              | 2                        | 2007                     | MPK Poznań                   | [ 81 ] [ 82 ]                             |
| 102Na                             | 1                        | 2008                     | MPK Poznań                   | [ 81 ] [ 82 ]                             |
| Carl Weyer typ WD                 | 1                        | 2013–2015                | MPK Poznań                   | [ 83 ] [ 84 ] [ 82 ]                      |
| Bergische Stahlindustrie typ I    | 1                        | 2016–2018                | MPK Poznań                   | [ 85 ]                                    |
| Inne pojazdy                      |                          |                          |                              |                                           |
| Moderino                          | 3                        | 2010                     | Ogród Zoologiczny w Poznaniu | [ 10 ]                                    |

## Współpraca z oświatą i nauką
Modertrans otrzymał dofinansowanie następujących projektów:
| Nazwa projektu                                       | Cel projektu     | Koszt projektu | Dofinansowanie | Okres realizacji                        |        |
| ---------------------------------------------------- | ---------------- | -------------- | -------------- | --------------------------------------- | ------ |
| Innowacyjny tramwaj miejski                          | tramwaj Gamma    | 14,115 mln zł  | 5,635 mln zł   | 1 listopada 2013 – 31 października 2016 | [ 86 ] |
| MFB – rodzina średniopodłogowych wózków tramwajowych | wózki tramwajowe | 8,458 mln zł   | 4,106 mln zł   | 1 kwietnia 2014 – 31 marca 2017         | [ 87 ] |

## Wyniki finansowe
Modertrans w pierwszym roku swojej działalności przyniósł ponad 1 mln zł straty. W latach 2007–2009 przedsiębiorstwo zanotowało zyski poniżej 1 mln zł, zaś począwszy od 2010 zyski te wynosiły ponad 1 mln zł i wzrastały z roku na rok. W 2015 osiągnęły one rekordową wartość przeszło 13 mln zł.

## Nagrody i wyróżnienia
- 2007 – nagroda w Konkursie im. inż. Ernesta Malinowskiego na najciekawszy wyrób i innowację techniczną stosowaną w kolejnictwie za wózek napędowy MT-01H na targach Trako[96].
- 2008 – 7. miejsce w kategorii średnich firm w Rankingu Najbardziej Innowacyjnych Firm w Polsce Kamerton Innowacyjności 2008[97].
- 2009 – wyróżnienie w Konkursie o tytuł Poznańskiego Lidera Przedsiębiorczości podczas gali finałowej w Sali Sesyjnej Starostwa Powiatowego w Poznaniu[98].
- 2011 – wyróżnienie za inicjatywę „Inwestycje w rozwój ekonomiczny regionu i jego mieszkańców” w plebiscycie As Odpowiedzialnego Biznesu[99].
- 2012 – wyróżnienie w Konkursie o tytuł Poznańskiego Lidera Przedsiębiorczości w kategorii Średni Przedsiębiorca podczas gali finałowej na Stadionie Miejskim w Poznaniu[100].
- 2013 – wyróżnienie w Konkursie Izby Gospodarczej Komunikacji Miejskiej o nagrodę im. prof. Jana Podoskiego w kategorii Części, podzespoły i wyposażenie taboru za wózek technologiczny MT-08T 1435 do tramwajów Siemens Combino na targach Trako[12].
- 2016 – wyróżnienie w konkursie Poznański Lidera Przedsiębiorczości w kategorii Średni przedsiębiorca[101].
- 2017 – nagroda w Konkursie o nagrodę im. prof. Jana Podoskiego w kategorii Tabor szynowy za tramwaj Moderus Gamma LF 01 AC na targach Trako[102].